# Sven Britton
Sven Fredrik Frithiof Britton, född 14 juni 1938 i Hedvig Eleonora församling i Stockholm, är en svensk läkare som arbetat som professor i infektionssjukdomar vid Karolinska Institutet 1986–2006.

## Biografi
Britton blev medicine licentiat 1965, medicine doktor 1969 och docent 1970. Han var gästforskare i London 1968 och 1969, och var verksam som doc i immunologi vid Stockholms universitet 1970, 1971 och från 1972. Sven Britton har varit gästprofessor vid UCLA i Los Angeles mellan 1975 och 1977, rektor vid Armauer Hansen Research Institute i Addis Ababa 1984-1985 och 1996-1998 och assisterande dekanus vid medicinska fakulteten på National University i Rwanda 2005–2008.
Han var läkare vid infektionskliniken vid Danderyds sjukhus och var professor i infektionssjukdomar vid Karolinska Institutet och tillika överläkare vid Roslagstulls sjukhus från 1986.
Britton har företagit långvariga yrkesvistelser i Etiopien och Ghana med forskning och arbete kring lepra och tuberkulos. Han är en flitig debattör i allmänpolitiska ämnen, speciellt sjukvårdsfrågor och Kuba som han ser som ett föredöme när det gäller sjukvården. Tidigare var han engagerad i organisationen Internationella läkarrörelsen mot kärnvapen.
Efter pensioneringen från sin professur har han också arbetat som infektionsläkare i Gävle.
Sven Britton är socialdemokratisk politiker och var riksdagskandidat för Socialdemokraterna i valet 2010. Han var ersättare i riksdagen för Teres Lindberg från 15 juli till 31 december 2012.
Hans intresseområden är sjukvård, äldrevård, forskning/utbildning och biståndsfrågor. Han är 2010 styrelseledamot i Plan International Sverige.
Sven Britton är kristen och aktiv i internationella gruppen i Immanuelskyrkan, Stockholm. Han följde med Ship to Gaza i oktober 2012.

### Familj
Britton var 1961–1985 gift med Mona Britton och är sedan 1987 gift med Hannah Akuffo. Han har fem barn. Sonen Claes Britton är författare och Tom Britton (f. 1965) är professor i matematisk statistik vid Stockholms universitet. Från andra äktenskapet har han tre döttrar, inklusive barnmorskan Asabea Britton.